# Żyroskop

Animacja działania żyroskopu

Skuteczność żyroskopu spada wraz ze zmniejszeniem się prędkości obrotowej

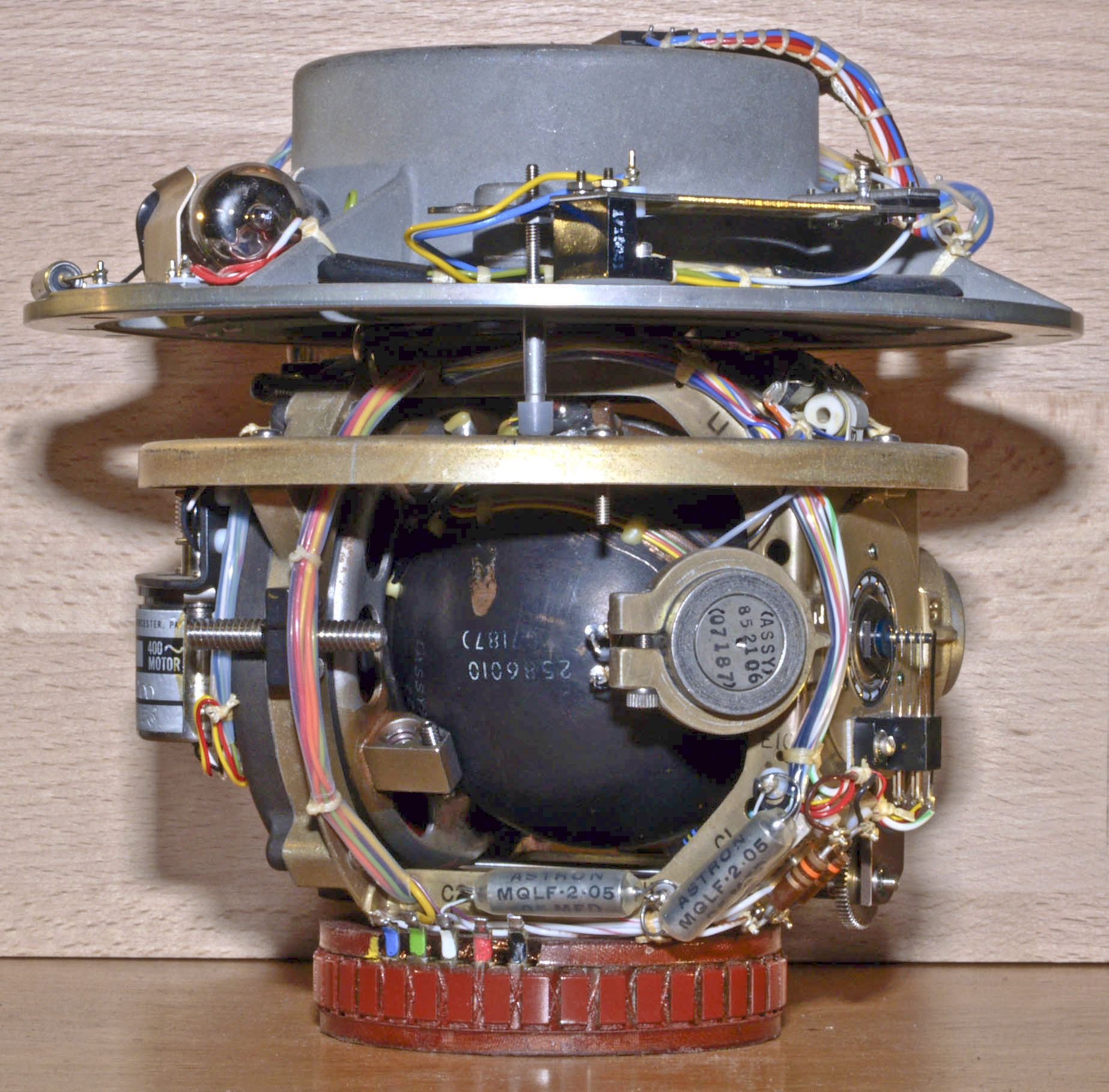
Żyrokompas (ze zdjętą obudową zewnętrzną)

Żyroskop (giroskop; stgr. γῦρος – obrót, σκοπέω – obserwować) – urządzenie do pomiaru lub utrzymywania orientacji przestrzennej, działające na podstawie zasady zachowania momentu pędu. Został wynaleziony przez francuskiego fizyka Jeana Foucaulta w 1852 roku.
Przyrząd demonstrujący efekty żyroskopowe, także nazywany żyroskopem, ma postać krążka, który raz wprawiony w szybki ruch obrotowy zachowuje swoje pierwotne położenie osi obrotu, z niewielkimi ruchami precesyjnymi, które są uwzględniane w określaniu kierunku lub są eliminowane przez tłumienie.
Warunkiem poprawnej pracy żyroskopu jest duża prędkość obrotowa i małe tarcie w łożyskach. Ten drugi cel osiąga się łożyskując żyroskop na strumieniu sprężonego powietrza lub – jeszcze lepiej – zawieszając go w polu elektrostatycznym (lub magnetycznym) w próżni. W przykładowym rozwiązaniu technicznym żyroskop o prędkości 24 tys. obr./min wskazuje stały kierunek w przestrzeni z błędem nie większym niż 0,0001°/h, czyli 1° na 14 miesięcy.
Obracające się ciało o ograniczonej swobodzie ruchu osi obrotu to bąk, żyroskop jest też nazywany bąkiem swobodnym.
Oprócz tradycyjnego żyroskopu z wirującym ciałem, istnieją także konstrukcje oparte na innych zasadach działania, umożliwiające wykrycie obrotu i wyznaczenie prędkości kątowej, także nazywane żyroskopami. Wśród układów mechanicznych wyróżnia się żyroskopy wibracyjne (np. żyroskop akustoelektroniczny), układy różnego typu przyspieszeniomierzy, w tym wykonane w technice mikroukładu elektromechanicznego. W układach optycznych budowanych w oparciu o interferometr Sagnaca wyróżnia się żyroskop laserowy oraz żyroskop światłowodowy. Obrót układu może być także wykryty przez zjawiska kwantowe w cieczach nadprzewodzących.

## Żyroskop kierunkowy
Żyroskop kierunkowy pozwala na obserwację obrotu ciała, do którego jest przymocowany. Żyroskop jest najczęściej wykonany jako szybko wirujący sztywny obiekt (najczęściej dysk) zawieszony w odpowiedniej konstrukcji umożliwiającej jego swobodne obracanie się względem układu odniesienia (np. ciała, do którego jest przymocowany). Uzyskuje się to przez zastosowanie przegubów z osią obrotu prostopadłą do osi obrotu samego dysku żyroskopu. Pozwala to na minimalizację przenoszenia obrotów ciała na żyroskop, który dąży do utrzymywania swego pierwotnego położenia (lub częściej kierunku) w przestrzeni inercjalnej.

## Żyroskop prędkościowy
Inna grupa żyroskopów to tak zwane żyroskopy prędkościowe. Nie utrzymują one stałego kierunku, lecz wskazują prędkość kątową obiektu, na którym się znajdują. Do tej grupy zaliczamy żyroskopy mechaniczne, które mają ograniczoną swobodę obrotu (zwykle w jednej z osi kartezjańskiego układu współrzędnych), żyroskopy optyczne (laserowe i światłowodowe) i wreszcie żyroskopy wykorzystujące efekt Coriolisa, oddziałujący na drgający element.

## Żyroskop elektroniczny

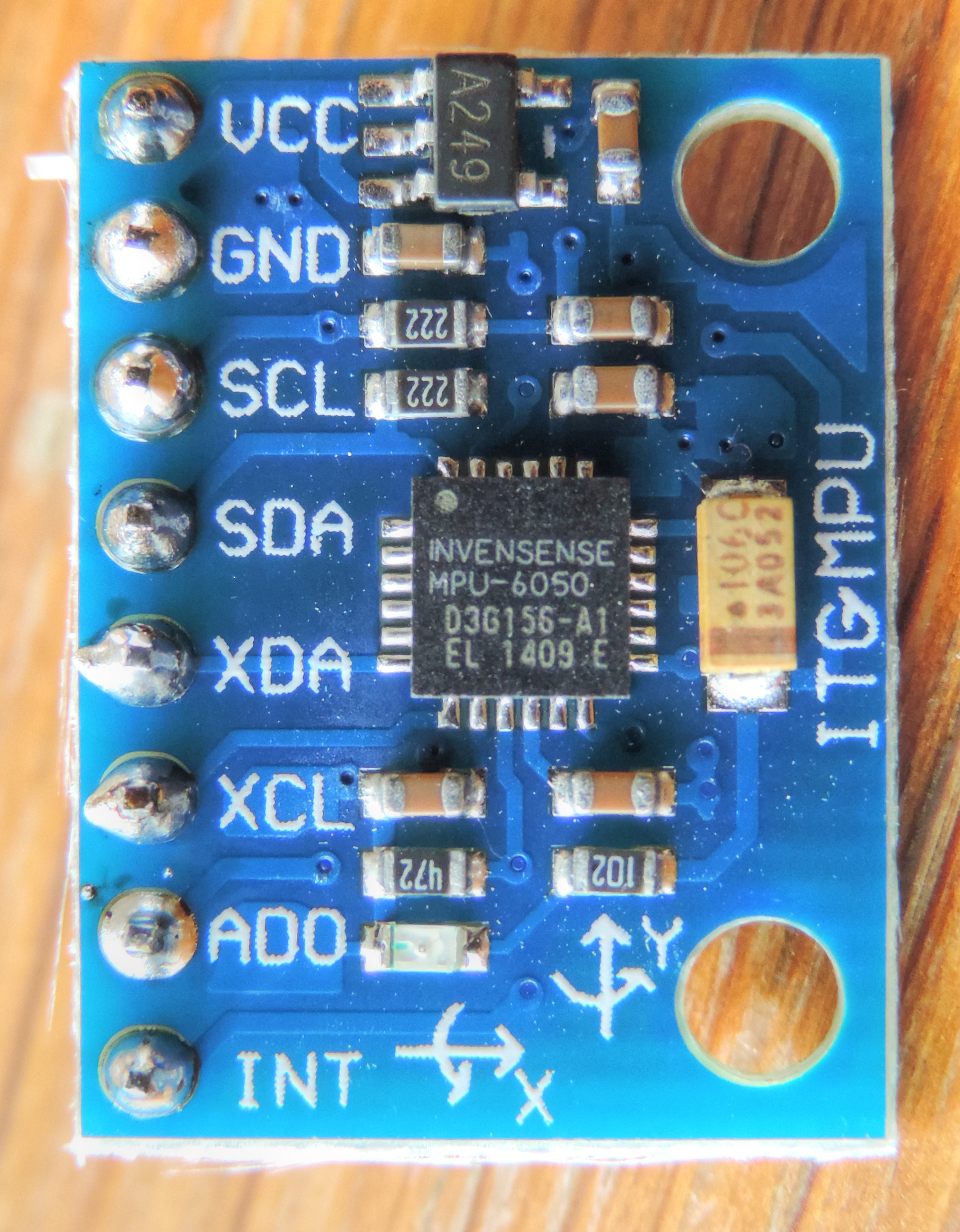
Elektroniczny przyspieszeniomierz z żyroskopem. Wyjście układu w standardzie I²C.

Urządzenie elektroniczne nieposiadające tradycyjnych elementów ruchomych. Odpowiedniki sprężyn i mas uzyskuje się przez wytrawienie w płytce krzemowej. Budowany jest jako układ przyspieszeniomierzy. Pomiar przyspieszenia dokonuje się poprzez pomiar pojemności elektrycznej tworzonych między masą a podstawą. Prędkość obrotową określa różnica wskazań dwóch przyspieszeniomierzy położonych w różnych miejscach. Informacja z czujników może być przekształcana na sygnał cyfrowy. Wykorzystywany jest do stabilizacji lotu modeli lub innych obiektów latających.

## Znaczenie i zastosowanie praktyczne
Żyroskopy są używane do budowy żyrokompasów, które mają szerokie zastosowanie w nawigacji, w urządzeniach do wskazywania wybranego kierunku używanych w samolotach, śmigłowcach, statkach itp. Urządzenie zbudowane na tej zasadzie jest nazywane żyroskopem, żyrokompasem lub kompasem żyroskopowym. Żyroskop montuje się także w żyroteodolicie do wyznaczania azymutu geograficznego.
Zachowanie żyroskopu wynika bezpośrednio z zasady zachowania momentu pędu, toteż wiele obracających się ciał wykazuje własności żyroskopowe. Zaliczyć do nich można np. ciała niebieskie w tym Ziemia, pociski karabinowe wystrzelone z broni gwintowanej, wirniki maszyn itp.

## Wzory matematyczne
Podstawowe równanie opisujące zachowanie żyroskopu:
{\displaystyle \mathbf {\tau } ={\frac {d\mathbf {L} }{dt}}={\frac {d(I\mathbf {\omega } )}{dt}}=I\mathbf {\epsilon } .}
Zjawisko zmiany położenia osi wirowania żyroskopu pod wpływem działania siły zewnętrznej nazywane jest precesją. Częstość precesji określa wzór:
{\displaystyle {\boldsymbol {\tau }}={\boldsymbol {\Omega }}_{P}\times \mathbf {L} ,}
gdzie:
{\displaystyle \mathbf {\tau } } – moment siły,
{\displaystyle \mathbf {L} } – moment pędu żyroskopu,
{\displaystyle I} – moment bezwładności,
{\displaystyle \omega } – prędkość kątowa,
{\displaystyle \epsilon } – przyspieszenie kątowe,
{\displaystyle t} – czas,
{\displaystyle {\boldsymbol {\Omega }}_{P}} – częstość precesji.